# Ortakentyahşi, Bodrum
Ortakentyahşi là một thị trấn thuộc huyện Bodrum, tỉnh Muğla, Thổ Nhĩ Kỳ. Dân số thời điểm năm 2011 là 7.055 người.